# Reliquiario della santa Croce

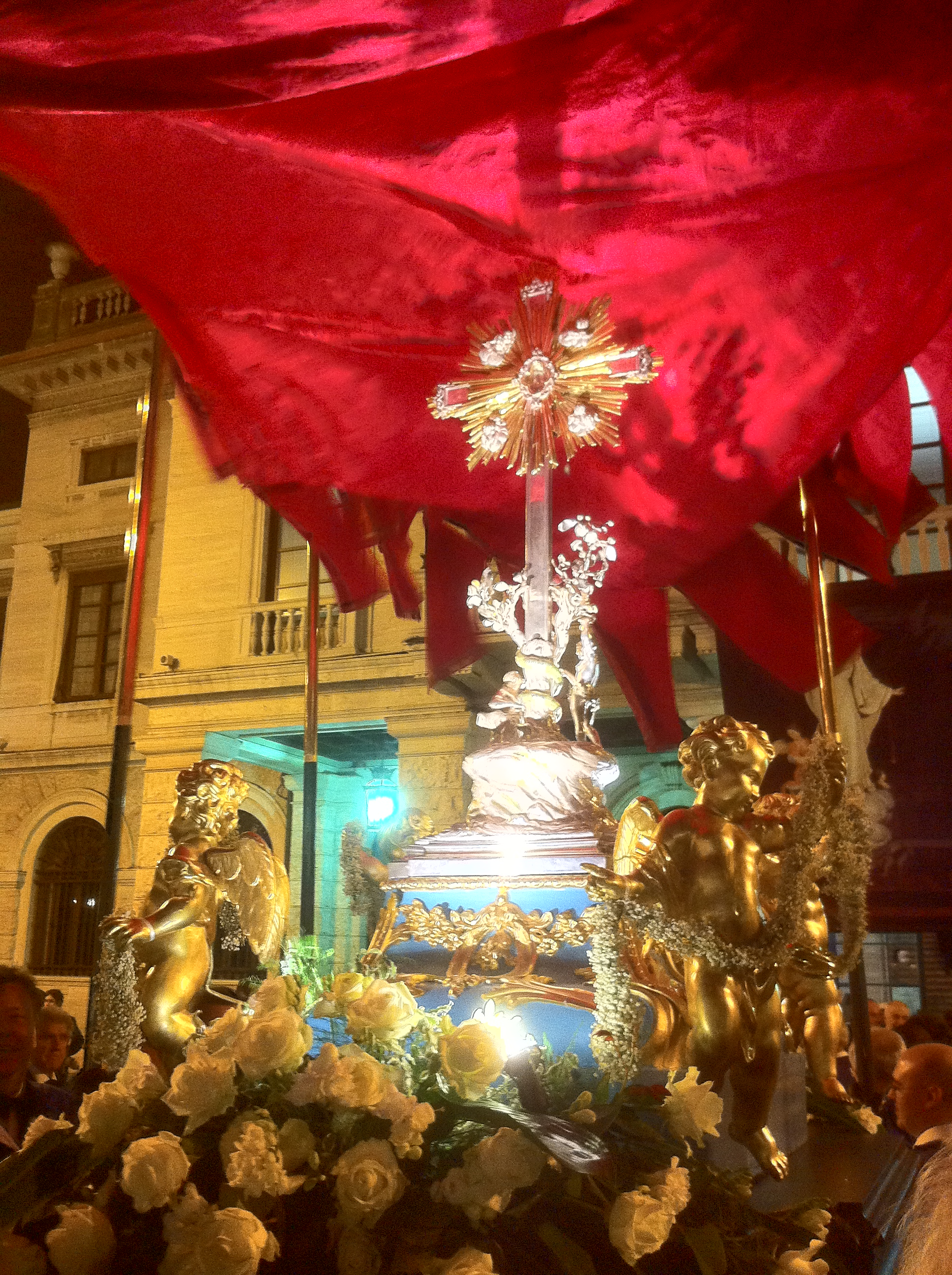
Il reliquiario

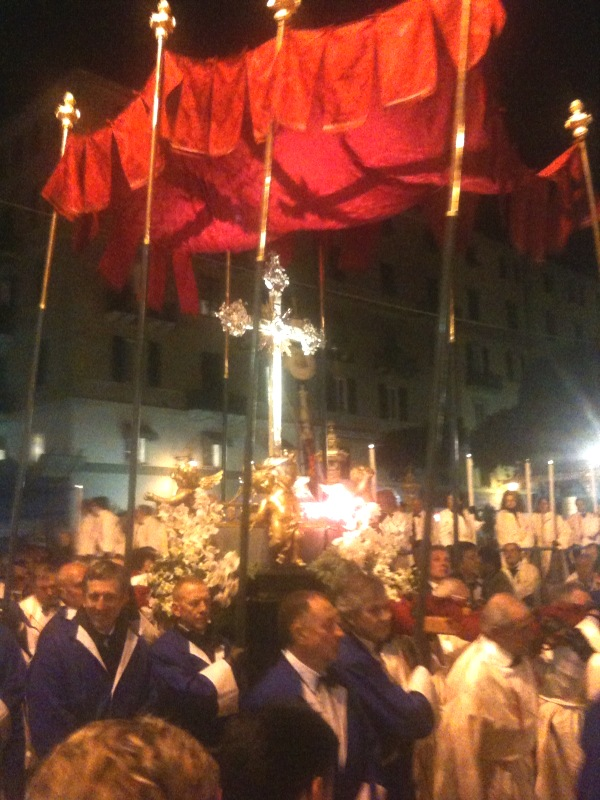
Il reliquiario in processione

Il Reliquiario della Santa Croce è la "cassa" portata a spalla che chiude la processione del Venerdì Santo che si svolge a Savona negli anni pari.
Si tratta di un'opera di oreficeria locale del 1722 e conserva al suo interno i frammenti lignei ritenuti appartenenti alla Vera Croce.